# الوصية الغائبة (مسلسل)
الوصية الغائبة مسلسل كويتي، من إخراج حسين أبل، وتأليف مشاري حمود العميري.

## البطولة
- جاسم النبهان، بدور «أبو منصور».
- عبد الرحمن العقل، بدور «أبو سالم».
- زهرة عرفات، بدور «منيرة».
- عبد الإمام عبد الله، بدور «الشيخ معجب - ظهور مميز».
- عبير الجندي، بدور «شيخة أم أحمد».
- مشاري البلام، بدور «مانع».
- محمد الصيرفي، بدور «أحمد».
- محمد العلوي، بدور «منصور / عبد الله».
- عبد الله الطراروة، بدور «أحمد منصور».
- عبد الله الخضر، بدور «عبيد».
- خلود محمد، بدور «حصة».
- إسماعيل الراشد.
- عبد الله الفريح، بدور «أبو محمد».
- عبد الله هيثم، بدور «سالم».
- غدير زايد، بدور «شيخة».
- فاطمة الدمخي، بدور «طيبة».
- زينب كرم، بدور «سارة».
- عبد الله الدبيس، بدور «محمد».
- علي الفرحان، بدور «عوض».
- فرحان هلال.
- عادل الخليفة.
- عبد العزيز الدليخ.
- محمود الهمشري.
- عبد الله السعدي.
- طارق زكي.
- محمد أشكناني.
- أحمد الملا، بدور «طفل».
- نجاح الخطيب.
- حمود العميري.
- خلف الشمري.
- تهاني سعيد.
- خالد الأحمد.